# Glenea giraffa
Glenea giraffa es una especie de escarabajo del género Glenea, familia Cerambycidae. Fue descrita científicamente por Dalman en 1817.
Habita en Benín, Camerún, Costa de Marfil, Gabón, Gambia, Ghana, Guinea, Guinea Ecuatorial, Liberia, Nigeria, Senegal, Sierra Leona y Togo. Esta especie mide 11-15 mm.